# Episodi di Studio One (terza stagione)
La terza stagione della serie televisiva Studio One è andata in onda negli Stati Uniti dal 28 agosto 1950 al 10 settembre 1951 sulla CBS.
| nº | Titolo originale               | Prima TV USA      |
| -- | ------------------------------ | ----------------- |
| 1  | Zone Four                      | 28 agosto 1950    |
| 2  | Look Homeward, Hayseed         | 4 settembre 1950  |
| 3  | Mist with the Tamara Geba      | 11 settembre 1950 |
| 4  | Trilby                         | 18 settembre 1950 |
| 5  | Away from It All               | 25 settembre 1950 |
| 6  | The Passionate Pilgrim         | 2 ottobre 1950    |
| 7  | Spectre of Alexander Wolff     | 9 ottobre 1950    |
| 8  | Berkeley Square                | 16 ottobre 1950   |
| 9  | The Road to Jericho            | 23 ottobre 1950   |
| 10 | Wuthering Heights              | 30 ottobre 1950   |
| 11 | The Blonde Comes First         | 6 novembre 1950   |
| 12 | The Last Cruise                | 13 novembre 1950  |
| 13 | The Floor of Heaven            | 20 novembre 1950  |
| 14 | The Shadow of a Man            | 27 novembre 1950  |
| 15 | Letter from Cairo              | 4 dicembre 1950   |
| 16 | Mary Lou                       | 11 dicembre 1950  |
| 17 | Little Women: Meg's Story      | 18 dicembre 1950  |
| 18 | Little Women: Jo's Story       | 25 dicembre 1950  |
| 19 | Collector's Item               | 1º gennaio 1951   |
| 20 | England Made Me                | 8 gennaio 1951    |
| 21 | Track of the Cat               | 15 gennaio 1951   |
| 22 | The Trial of John Peter Zenger | 22 gennaio 1951   |
| 23 | Public Servant                 | 29 gennaio 1951   |
| 24 | The Target                     | 5 febbraio 1951   |
| 25 | None But My Foe                | 12 febbraio 1951  |
| 26 | The Way Things Are             | 19 febbraio 1951  |
| 27 | The Ambassadors                | 26 febbraio 1951  |
| 28 | One Pair of Hands              | 5 marzo 1951      |
| 29 | A Chill on the Wind            | 12 marzo 1951     |
| 30 | Hangman's House                | 19 marzo 1951     |
| 31 | The Case of Karen Smith        | 26 marzo 1951     |
| 32 | Wintertime                     | 2 aprile 1951     |
| 33 | Shake the Stars Down           | 9 aprile 1951     |
| 34 | The Straight and Narrow        | 16 aprile 1951    |
| 35 | The Happy Housewife            | 23 aprile 1951    |
| 36 | Portrait by Rembrandt          | 30 aprile 1951    |
| 37 | No Tears for Hilda             | 7 maggio 1951     |
| 38 | The Old Foolishness            | 14 maggio 1951    |
| 39 | A Chance for Happiness         | 21 maggio 1951    |
| 40 | Here Is My Life                | 28 maggio 1951    |
| 41 | Shield for Murder              | 4 giugno 1951     |
| 42 | Coriolanus                     | 11 giugno 1951    |
| 43 | Screwball                      | 18 giugno 1951    |
| 44 | Lonely Boy                     | 25 giugno 1951    |
| 45 | The Swan                       | 2 luglio 1951     |
| 46 | Nightfall                      | 9 luglio 1951     |
| 47 | The Apple Tree                 | 16 luglio 1951    |
| 48 | Tremolo                        | 23 luglio 1951    |
| 49 | At Mrs. Beam's                 | 30 luglio 1951    |
| 50 | The Pink Hussar                | 6 agosto 1951     |
| 51 | The Rabbit                     | 13 agosto 1951    |
| 52 | Run from the Sun               | 20 agosto 1951    |
| 53 | Summer Had Better Be Good      | 27 agosto 1951    |
| 54 | Mr. Mummery's Suspicion        | 3 settembre 1951  |
| 55 | The Guinea Pigs                | 10 settembre 1951 |

## Zone Four
- Diretto da:
- Scritto da:

### Trama
- Interpreti: Betty Furness (se stessa - annunciatrice sponsor), Eileen Heckart, Judson Laire, Leslie Nielsen, Mary Sinclair

## Look Homeward, Hayseed
- Diretto da:
- Scritto da:

### Trama
- Interpreti: Tom Avera, Betty Furness (se stessa - annunciatrice sponsor), Jane Seymour, Janet Ward

## Mist with the Tamara Geba
- Diretto da:
- Scritto da:

### Trama
- Interpreti: Sally Chamberlin, Betty Furness (se stessa - annunciatrice sponsor), Stanley Ridges

## Trilby
- Diretto da:
- Scritto da:

### Trama
- Interpreti: Betty Furness (se stessa - annunciatrice sponsor), Priscilla Gillette (Trilby), Arnold Moss (Svengali)

## Away from It All
- Diretto da:
- Scritto da:

### Trama
- Interpreti: Kevin McCarthy (tenente Johnny Quayle), Catherine McLeod (sergente Shirley Marsh), Haila Stoddard (Gloria Selwyn), Faith Brook (Edith Bastin), Luis Van Rooten (Stefan Baum), James Nolan (Dan Delaney), Ernest Rowan (dottor Maltzen), Rick Hollister (tenente Grant), Khigh Dhiegh (Seu), Paul Branson (annunciatore, voce), Betty Furness (se stessa - annunciatrice sponsor)

## The Passionate Pilgrim
- Diretto da:
- Scritto da:

### Trama
- Interpreti: Betty Furness (se stessa - annunciatrice sponsor), Richard Hart, Leueen MacGrath

## Spectre of Alexander Wolff
- Diretto da:
- Scritto da:

### Trama
- Interpreti: Joan Chandler, Betty Furness (se stessa - annunciatrice sponsor), Leslie Nielsen, Murvyn Vye

## Berkeley Square
- Diretto da:
- Scritto da:

### Trama
- Interpreti: Sally Chamberlin, Betty Furness (se stessa - annunciatrice sponsor), Stanley Ridges

## The Road to Jericho
- Diretto da:
- Scritto da:

### Trama
- Interpreti: Richard Carlson, Lydia Clarke, Betty Furness (se stessa - annunciatrice sponsor), John Newland, Ann Shoemaker

## Wuthering Heights
- Diretto da:
- Scritto da:

### Trama
- Interpreti: Charlton Heston (Heathcliff), Mary Sinclair (Catherine Earnshaw Linton), Richard Waring (Hindley Earnshaw), June Dayton (Isabella Linton), Lloyd Bochner (Edgar Linton), Betty Furness (se stessa - annunciatrice sponsor), Una O'Connor (Nelly Dean)

## The Blonde Comes First
- Diretto da:
- Scritto da:

### Trama
- Interpreti: Lee Bowman, Elisabeth Fraser, Betty Furness (se stessa - annunciatrice sponsor)

## The Last Cruise
- Diretto da:
- Scritto da:

### Trama
- Interpreti: John Alberts, Richard Carlyle (Doc Eason), Harry Cooke, Alan Dexter, Don Dickinson (capitano Benitez), John Fletcher, Dan Frazer, Betty Furness (se stessa - annunciatrice sponsor), Chris Gampel, James Goodwin, Mary Holsten, Roy Johnson, Arthur Keegan, DeForest Kelley (Bob Philo), Paul Lilly, Walter Matthau (Jacobs), Gar Moore, Martin Newman, Leslie Nielsen (Engineer), Vince O'Brien, Walter Starkey, William Tregoe, Arnold Walton, Robert Wark (Worthington), Peter Warner, Richard Webb (Dick Wright), Jim Winslow

## The Floor of Heaven
- Diretto da:
- Scritto da:

### Trama
- Interpreti: Betty Furness (se stessa - annunciatrice sponsor), Glenn Langan, Mabel Taliaferro

## The Shadow of a Man
- Diretto da:
- Scritto da:

### Trama
- Interpreti: Betty Furness (se stessa - annunciatrice sponsor), Berry Kroeger, Judson Laire, Ilona Massey, John Van Dreelen

## Letter from Cairo
- Diretto da:
- Scritto da:

### Trama
- Interpreti: Betty Furness (se stessa - annunciatrice sponsor), Charlton Heston, Cecil Parker

## Mary Lou
- Diretto da:
- Scritto da:

### Trama
- Interpreti: Betty Furness (se stessa - annunciatrice sponsor), Mildred Natwick, Laura Weber

## Little Women: Meg's Story
- Diretto da:
- Scritto da:

### Trama
- Interpreti: John Baragrey (John Brooks), Henry Bernard (Thomas Lawrence), June Dayton (Beth March), Betty Furness (se stessa), Lois Hall (Amy March), Peg Hillias (Margaret March), Berry Kroeger (Mr. Lawrence), Nancy Marchand (Jo March), Una O'Connor (Hannah), Elizabeth Patterson (Zia March), Richard Purdy (Jonathan March), Mary Sinclair (Meg March), Kent Smith (Friedrich Bhaer)

## Little Women: Jo's Story
- Diretto da:
- Scritto da:

### Trama
- Interpreti: Kent Smith (professore Fritz Bhaer), Mary Sinclair (Jo March), John Baragrey (John Brooke), Elizabeth Patterson (Zia March), June Dayton (Beth March), Berry Kroeger (Mr. Lawrence), Peg Hillias (Meg March), Richard Purdy (Jonathan March), Nancy Marchand (Jo March), Betty Furness (se stessa - annunciatrice sponsor), Lois Hall (Amy March), Una O'Connor (Hannah)

## Collector's Item
- Diretto da:
- Scritto da:

### Trama
- Interpreti: Betty Furness (se stessa - annunciatrice sponsor), Walter Slezak

## England Made Me
- Diretto da:
- Scritto da:

### Trama
- Interpreti: Betty Furness (se stessa - annunciatrice sponsor), Richard Waring, Joan Wetmore

## Track of the Cat
- Diretto da:
- Scritto da:

### Trama
- Interpreti: Betty Furness (se stessa - annunciatrice sponsor), Stanley Ridges, Jane Seymour

## The Trial of John Peter Zenger
- Diretto da:
- Scritto da:

### Trama
- Interpreti: Eddie Albert (John Peter Zenger), Betty Furness (se stessa - annunciatrice sponsor), Judson Laire, Marian Seldes, Henry Stephenson, Frank Sundström, Frederick Worlock

## Public Servant
- Diretto da:
- Scritto da:

### Trama
- Interpreti: Sally Chamberlin, Hume Cronyn, Betty Furness (se stessa - annunciatrice sponsor)

## The Target
- Diretto da:
- Scritto da:

### Trama
- Interpreti: Henry Daniell, Betty Furness (se stessa - annunciatrice sponsor), Sydney Smith, Beatrice Straight

## None But My Foe
- Diretto da:
- Scritto da:

### Trama
- Interpreti: June Dayton, John Forsythe, Howard Freeman, Betty Furness (se stessa - annunciatrice sponsor)

## The Way Things Are
- Diretto da:
- Scritto da:

### Trama
- Interpreti: Barbara Baxley, Richard Carlyle, Betty Furness (se stessa - annunciatrice sponsor), Peg Hillias

## The Ambassadors
- Diretto da:
- Scritto da:

### Trama
- Interpreti: Betty Furness (se stessa - annunciatrice sponsor), Judson Laire (Lambert Strether), Ilona Massey (contessa de Vionnet), Robert Sterling

## One Pair of Hands
- Diretto da:
- Scritto da:

### Trama
- Interpreti: Mildred Dunnock, Denholm Elliott, Betty Furness (se stessa - annunciatrice sponsor), Catherine McLeod

## A Chill on the Wind
- Diretto da:
- Scritto da:

### Trama
- Interpreti: Sally Chamberlin, John Conte, Betty Furness (se stessa - annunciatrice sponsor), Richard Purdy, Beatrice Straight, Rebecca Welles

## Hangman's House
- Diretto da:
- Scritto da:

### Trama
- Interpreti: Betty Furness (se stessa - annunciatrice sponsor), Kevin McCarthy, Jessica Tandy

## The Case of Karen Smith
- Diretto da:
- Scritto da:

### Trama
- Interpreti: Betty Furness (se stessa - annunciatrice sponsor), Felicia Montealegre, Leslie Nielsen

## Wintertime
- Diretto da:
- Scritto da:

### Trama
- Interpreti: Anne Bancroft, Betty Furness (se stessa - annunciatrice sponsor), Patric Knowles

## Shake the Stars Down
- Diretto da:
- Scritto da:

### Trama
- Interpreti: Joseph Buloff, Betty Furness (se stessa - annunciatrice sponsor), Richard McMurray, Marlyn Monk, Beverly Whitney

## The Straight and Narrow
- Diretto da:
- Scritto da:

### Trama
- Interpreti: Judith Evelyn, Betty Furness (se stessa - annunciatrice sponsor), Patric Knowles, Maria Riva

## The Happy Housewife
- Diretto da:
- Scritto da:

### Trama
- Interpreti: Martha Blackstone (Ann Hanton), Evelyn Davis (Nancy), June Dayton (Laura Hanton), Betty Furness (se stessa - annunciatrice sponsor), Richard Hendrick (Mark Hanton), Anna Lee (Anita Derr), Alan Nourse (Mr. Adams), Gregor Rowland (Mike Hanton), Ann Shoemaker (Mrs. Hanton), Robert Webber (Bill Albert)

## Portrait by Rembrandt
- Diretto da:
- Scritto da:

### Trama
- Interpreti: Betty Furness (se stessa - annunciatrice sponsor), Wright King, Berry Kroeger, Maria Riva

## No Tears for Hilda
- Diretto da:
- Scritto da:

### Trama
- Interpreti: Mary Sinclair (Stephanie Gireaux), John Forsythe (maggiore Peter Brook), Howard Smith (tenente Haines), Don Dickinson (George Lambert), Tom Poston (Alec Gordon), Patricia Bruder (Julie Lambert), Katherine Gregg, Joseph Walsh, Donald McClelland, Vickie Vega, Paul Brenson (annunciatore), Betty Furness (se stessa - annunciatrice sponsor)

## The Old Foolishness
- Diretto da:
- Scritto da:

### Trama
- Interpreti: Dick Foran, Betty Furness (se stessa - annunciatrice sponsor), Una O'Connor, Dennis Patrick

## A Chance for Happiness
- Diretto da:
- Scritto da:

### Trama
- Interpreti: Francis Compton, Betty Furness (se stessa - annunciatrice sponsor), Murray Matheson, Michael McAloney, Maria Riva

## Here Is My Life
- Diretto da:
- Scritto da:

### Trama
- Interpreti: Betty Furness (se stessa - annunciatrice sponsor), Judson Laire, Vivienne Segal

## Shield for Murder
- Diretto da:
- Scritto da:

### Trama
- Interpreti: Betty Furness (se stessa - annunciatrice sponsor), Marcia Henderson, Wright King, Kevin McCarthy, James Nolan

## Coriolanus
- Diretto da:
- Scritto da:

### Trama
- Interpreti: Sally Chamberlin (Virgilia), Judith Evelyn (Volumnia), Howard Freeman (Junius Brutus), Betty Furness (se stessa - annunciatrice sponsor), Richard Greene (Coriolanus), Murray Matheson (Menenius), Tom Poston (sentinella), Richard Purdy (Sicinius), Frederick Worlock (Cominius)

## Screwball
- Diretto da:
- Scritto da:

### Trama
- Interpreti: Dick Foran (Russ Adams), Betty Furness (se stessa - annunciatrice sponsor), Cloris Leachman (Mrs. Adams)

## Lonely Boy
- Diretto da:
- Scritto da:

### Trama
- Interpreti: Jerome Cowan, Betty Furness (se stessa - annunciatrice sponsor), Wright King, Mary Sinclair

## The Swan
- Diretto da:
- Scritto da:

### Trama
- Interpreti: Betty Furness (se stessa), John Newland, Maria Riva, Alfred Ryder, John Cannon (se stesso / annunciatore 1950-1959, voce)

## Nightfall
- Diretto da:
- Scritto da:

### Trama
- Interpreti: Betty Furness (se stessa - annunciatrice sponsor), Margaret Hayes, John McQuade, Herbert Rudley

## The Apple Tree
- Diretto da:
- Scritto da:

### Trama
- Interpreti: Betty Furness (se stessa - annunciatrice sponsor), John Heldabrand (Frank Ashurst), Lucille Vines (Stella), William Whitman (Robert Garton), John Cannon (se stesso / annunciatore 1950-1959, voce)

## Tremolo
- Diretto da:
- Scritto da:

### Trama
- Interpreti: Dick Foran, Betty Furness (se stessa - annunciatrice sponsor), Haila Stoddard

## At Mrs. Beam's
- Diretto da:
- Scritto da:

### Trama
- Interpreti: Jean Adair, Claude Dauphin, Betty Furness (se stessa - annunciatrice sponsor), Eva Gabor, Enid Markey, Una O'Connor

## The Pink Hussar
- Diretto da:
- Scritto da:

### Trama
- Interpreti: John Cannon (se stesso - annunciatore), Ludwig Donath, Howard Freeman, Betty Furness (se stessa - annunciatrice sponsor), Oskar Karlweis (se stesso), Scott McKay

## The Rabbit
- Diretto da:
- Scritto da:

### Trama
- Interpreti: Betty Furness (se stessa - annunciatrice sponsor), Richard Purdy, Maria Riva

## Run from the Sun
- Diretto da:
- Scritto da:

### Trama
- Interpreti: Betty Furness (se stessa - annunciatrice sponsor), Gaby Rodgers

## Summer Had Better Be Good
- Diretto da:
- Scritto da:

### Trama
- Interpreti: Katharine Bard, William Eythe, Betty Furness (se stessa - annunciatrice sponsor)

## Mr. Mummery's Suspicion
- Diretto da:
- Scritto da:

### Trama
- Interpreti: Roland Young (Mr. Mummery), Faith Brook (Ethel Mummery), Francis Compton (Mr. Brookes), Josephine Brown (Mrs. Sutton), Bertha Belmore (Mrs. Welbeck), Rex O'Malley (Mr. Dimthorpe), Peter Pagan (Tommy Welbeck), Marc Manson (poliziotto), Paul Branson (annunciatore, voce), Betty Furness (se stessa - annunciatrice sponsor)

## The Guinea Pigs
- Diretto da:
- Scritto da:

### Trama
- Interpreti: Ruth Ford (Julia), Richard Kiley (Joe), Harold J. Stone (Willie), Robert H. Harris (Seven), Harry Davis (Gino), John Marriott (Preacher), Millicent Brower (infermiera), Cliff Hall (Politician), Emory Richardson (padre di Preacher), Claire Crawford (Gino's Wife), David Downing (figlio di Preacher), Maurice Wells (Warden), Tom Gorman (guardia), Jack O'Brian (reporter), Bea Arthur, Paul Branson (annunciatore, voce), Betty Furness (se stessa - annunciatrice sponsor)